# FU Тельца
FU Тельца (лат. FU Tauri) — звезда спектрального класса M7.25 и видимой звёздной величиной в инфракрасном диапазоне 9.9, расположенная в созвездии Тельца на расстоянии 140 парсеков от Солнца. Вокруг звезды обращается планета FU Тельца b.

## Характеристики
FU Тельца обладает массой и радиусом около 0,1 от соответствующих параметров для Солнца. Спектральных класс звезды равен M7.25, её абсолютная звёздная величина составляет 4,2. FU Тельца обладает температурой 2838 К, спектральный класс соответствует красному цвету звезды. Возраст FU Тельца считается равным 0,001 млрд лет.